# Deichrolle
Eine Deichrolle war die Auflistung von unterhaltspflichtigen Deichkabelinhabern. Deichrollen werden schon um das Jahre 1600 in Bleckede beschrieben und dienten dazu, Lob und Beanstandungen bei der Deichunterhaltung im Rahmen der Deichlast zu dokumentieren. Die Deichrolle würde zuerst auf gerolltem Pergamentpapier, später in Papierform geführt.
Deichrollen enthielten den Namen des Unterhaltspflichtigen, Wohnort, Kabelnummer und Länge der zu unterhaltenen Deichstrecke. Trotz des Wechsels von der Rolle zur Papierakte hielt sich der Begriff der Deichrolle (in Niedersachsen) bis in das Jahr 1963. Seit der Aufhebung der Kabelwirtschaft werden nur noch Beitragskataster geführt.